# Kumla (commune)
La commune de Kumla est une commune suédoise du comté d'Örebro. Environ 22233  personnes y vivent (2022). Son siège se trouve à Kumla.

## Localités principales
- Åbytorp
- Hällabrottet
- Kumla
- Sannahed